# Kilômetro 11
Kilômetro 11 é uma música do folclore argentino, mais exatamente da região de Corrientes. É considerado o "Hino do Chamamé", gênero musical presente na Argentina, Brasil, Paraguai, Uruguai e Chile.
A letra é de Constante Aguer e a música é de Mario del Tránsito Cocomarola. Foi gravada pela primeira vez em 1940.

## Título
No livro “Mis vivencias con el Chamamé”, de Leopoldo Castillo, se explica que o título da música se deve a um problema com o carro que o compositor Tránsito Cocomarola teve no kilômetro 11 da es:Ruta Nacional 12.